# おもいっ気りサンデー
「おもいっ気りサンデー」（おもいっきりサンデー）は三重エフエム放送で1987年10月4日から2005年3月27日まで放送された、音楽ヒットチャートを中心としたラジオ番組である。

## 概要
1985年6月のFM三重の開局と同時に日曜午後の時間帯でスタートした『Sundayときめきステーション』の後身番組としてスタート、初代パーソナリティの西規之と林久美子はいずれもSundayときめきステーションから続投。番組独自のランキングチャートを発表し、ベスト10の曲についてはフルコーラス曲がかけられた。またベスト20以外でも推薦曲も多くかけられた。本番組前期の頃は2〜3本ほどの内包番組が設けられていた。
「Music on the run」のサブタイトルが付いていた（1997年からはサブタイトルを「Music on the run BEST20」に変更）。1992年4月からははがきでのリクエストの他に、電話でのリクエストも合わせて受け付けが開始された。電話受付時間は当日の13時から放送開始時間の16時までであった。末期はEメールでのリクエストも受け付けていた。
1998年5月からは『お笑い音楽番組と呼ばないで』、1999年6月からは『東海3県のお笑い音楽シーン？がばっちりわかる175分』というセールスワードがラジオ欄に載って番組がPRされていたことがあった。
日によっては、公開生放送を行った回もあった。

### ネット番組との関係
FM三重開局当時、日曜の当該時間帯はエフエム東京制作で16時台は『トップ・オブ・ジャパン』、17時台は『ベスト・リクエスト』が全国送出されており、ジャパンエフエムネットワーク加盟各社にむけてネットされていたが、FM三重の場合は事情が特殊で、県内の半数以上で先発局のエフエム愛知が良好に受信できる実態があった。そのため、FM三重では『トップ・オブ・ジャパン』は未ネット、『ベスト・リクエスト』は異時ネット（2時間遅れ）という形をとり、『Sundayときめきステーション』を15:00 - 18:55に開始。終了後もそれを踏襲する形で長らく編成されていた。
1991年、『CATCH THE POP』のネットを開始するため、15時台をネット枠へ転換させたが、16時台以降は自社制作を継続させた。
『おもいっ気りサンデー』終了後にスタートした『radio3 SINGLE TOP 30』、その後継ぎである『LOVE Ra BEAT』→『radio3 Sunday Park』→『radio3 Best Mix Sunday』までこの編成を踏襲した。一方ネット番組で流れてくる当該時間帯のネット番組である『SUZUKI ソング・フォー・ラバーズ』→『福山雅治のSUZUKI Talking F.M.』→『ももいろクローバーZのSUZUKI ハッピー🍀クローバー!』や『松任谷由実 サウンドアドベンチャー』→『松任谷由実 For Your Departure』→『SUNDAY HEARTLAND』→『NISSAN あ、安部礼司 ～ beyond the average ～』の番組宣伝があった場合、三重はネットしていないことから独自にCMを差し替えていた。
2018年9月27日、『radio3 Best Mix Sunday』が終了。それにより当該時間帯の自社制作は廃止となり、16時台は『ももいろクローバーZのSUZUKI ハッピー🍀クローバー!』の、17時台は『NISSAN あ、安部礼司 ～ beyond the average ～』のネットを開始した。

## 放送時間
- 毎週日曜日 15:00 - 18:00 （1987年10月〜1991年3月）
- 毎週日曜日 16:00 - 18:55 （1991年4月〜2005年3月）

## パーソナリティ
- 西規之 （1987年10月4日〜1993年3月）
- 林久美子 （1987年10月4日〜1989年9月）
- 岸みゆき（ミッキー） （1989年10月〜1993年3月）[3]
- 井上小百合（さゆりん） （1993年4月〜2005年3月27日）
- 野村慎也 （1993年4月〜1994年9月）
- 武山卓史（TAKU） （1994年10月〜1999年5月30日）
- RYU （1999年6月6日〜2005年3月27日　最末期パーソナリティ）[8]

## 番組内コーナー・内包番組
- ミュージックワイドベスト20[2]
- Pop Break グッーと！アフタヌーン （1989年3月まで）[2]
- 街角クルージング 〜これがラジオだ （1988年3月まで）[2]
- リード・ザ・ミュージック （17:45 - 18:00）[2]
- 関谷真美のランダム・タイム 〜パレス21 （17:30 - 17:45　1988年4月〜1991年3月）[2][9]
- 渡瀬麻紀のおもいっ気りTALK（16:30 - 16:45　1988年7月〜1988年12月）→ 渡瀬麻紀のON BEAT SUNDAY（1989年1月〜1990年3月）[10][2]
- TDK DJ Sound on Sunday 〜君がDJ （15:30 - 15:40　1989年2月5日〜1992年9月）[11][2]
- 日髙のり子のときめきHeart Beat （16:30 - 16:45　1990年4月〜1991年3月）[12][2]
- NGF SOUND PREVIEW （17:40 - 17:50　1991年4月〜2002年）[2]
- マンスリーパーソナリティコーナー （18:35 - 18:50　1992年10月〜1993年3月）[2]
- Happy Birthday （18:20 - 18:30　1995年4月〜1995年9月）[2]
- Push Up New Songs （16:07　1997年〜2005年3月　最末期のコーナー）[2]
- Ohkawa Gakuen Sound Junk （17:40 - 17:50　2002年〜2005年3月　最末期のコーナー）[2]